# Ranunculus moorii
Ranunculus moorii är en ranunkelväxtart som beskrevs av W.Koch och Dunkel. Ranunculus moorii ingår i släktet ranunkler, och familjen ranunkelväxter. Inga underarter finns listade i Catalogue of Life.